# لاتانوپروستن بونود
لاتانوپروستن بونود (انگلیسی: Latanoprostene bunod) (نام تجاری Vyzulta) یک داروی چشمی است که در سال ۲۰۱۷ میلادی در ایالات متحده آمریکا برای کاهش فشار درون چشم در بیماران مبتلا به گلوکوم با زاویه باز یا فشار خون بالا تأیید شده است. این دارو به طور مستقیم شبکه ترابکولار را هدف قرار می‌دهد.